# Villarbeney
Villarbeney (toponimo francese) è una frazione di 130 abitanti del comune svizzero di Botterens, nel Canton Friburgo (distretto della Gruyère).

## Geografia fisica
Villarbeney si affaccia sul Lago della Gruyère.

## Storia

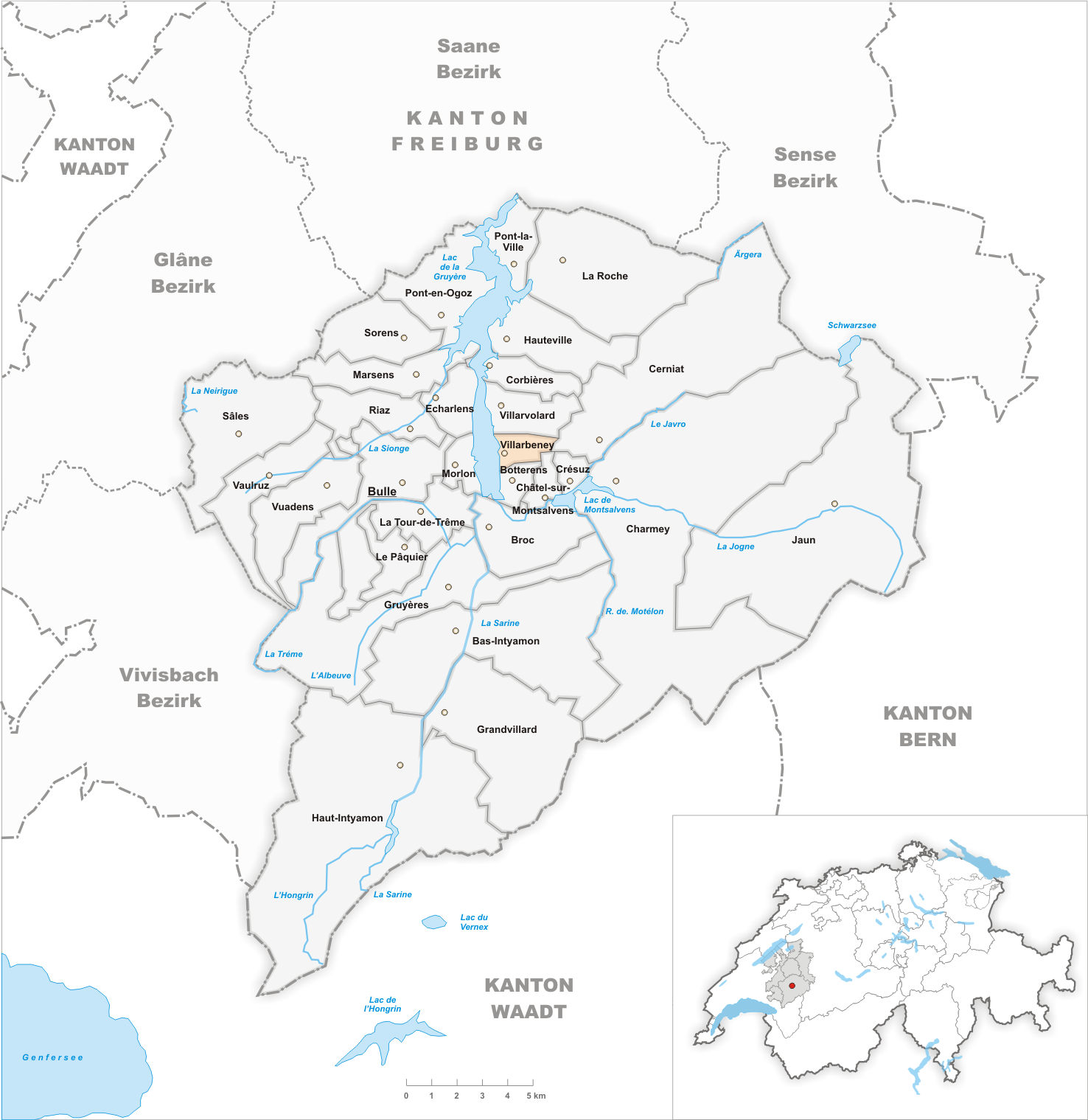
Il territorio del comune di Villarbeney prima degli accorpamenti comunali del 2006

Già comune autonomo che si estendeva per 2,16 km², il 1º gennaio 2006 è stato accorpato a Botterens, al quale era già stato unito amministrativamente dal 1887 al 1982.

## Società

### Evoluzione demografica
L'evoluzione demografica è riportata nella seguente tabella:
Abitanti censiti

## Amministrazione
Ogni famiglia originaria del luogo fa parte del comune patriziale che ha la responsabilità della manutenzione di ogni bene comune.